# Stodoły-Wieś
Stodoły-Wieś – wieś w Polsce, położona w województwie świętokrzyskim, w powiecie opatowskim, w gminie Wojciechowice.
W latach 1975–1998 miejscowość położona była w województwie tarnobrzeskim.

## Części wsi
| SIMC    | Nazwa      | Rodzaj    |
| ------- | ---------- | --------- |
| 0810325 | Łany       | część wsi |
| 0810331 | Podkoszyce | część wsi |
| 0810348 | Podlisów   | część wsi |
| 0810354 | Podłukawka | część wsi |
| 0810377 | Zaolzie    | część wsi |

## Historia
Stodoły to stara wieś królewska należąca w przeszłości do starostwa sandomierskiego. Nie mamy dokładnych informacji, kiedy powstała. 
1 sierpnia 1944 r. patrol partyzancki, pod dowództwem Franciszka Ryczana Zefira, zlikwidował w Stodołach 5 własowców, którzy rabowali ludność polską.
W czasie przeprowadzonej w 1944 operacji lwowsko-sandomierskiej w okolicach Stodół toczyły się walki między armią niemiecką a Armią Czerwoną na tzw. przyczółku baranowsko-sandomierskim. Żołnierze armii radzieckiej polegli w walkach zostali pochowani na miejscowym cmentarzu.

## Zabytki
- Kościół parafialny pw. Świętej Teresy od Dzieciątka Jezus z XVII wieku, drewniany, przeniesiony do Stodół w 1952 roku, z miejscowości Lasocin. Wpisany do rejestru zabytków nieruchomych (nr rej.: A.586 z 28.10.1972 i z 6.07.1977)[8].
- Cmentarz parafialny (nr rej.: A.587 z 14.06.1988)[8].